# پارک ته جون
پارک ته جون (کره‌ای: 박태준؛ ۲۴ اکتبر ۱۹۲۷ – ۱۳ دسامبر ۲۰۱۱) کارآفرین، سیاست‌مدار، نویسنده و مدیر ارشد اجرایی کره‌ای بود، که شرکت پوسکو را تأسیس نمود.
پارک در سال ۱۹۴۸ پس از فارغ‌التحصیلی از دانشگاه افسری کره، به عضویت ارتش این کشور درآمد. وی در سال ۱۹۶۳ با درجه سرلشگری، از ارتش کره خارج شد و پا به عرصه تجارت گذاشت.
پارک  ته جون در سال ۱۹۶۸ شرکت پوسکو را تأسیس کرد. این شرکت با مدیریت وی، برای ۲۵ سال، بزرگترین شرکت فولادسازی جهان به‌شمار می‌آمد.
پارک در سال ۱۹۸۰ وارد جهان سیاست شد، وی در سال ۲۰۰۰ به نخست‌وزیر‌ی کره جنوبی منصوب شد.